# 코톨레타

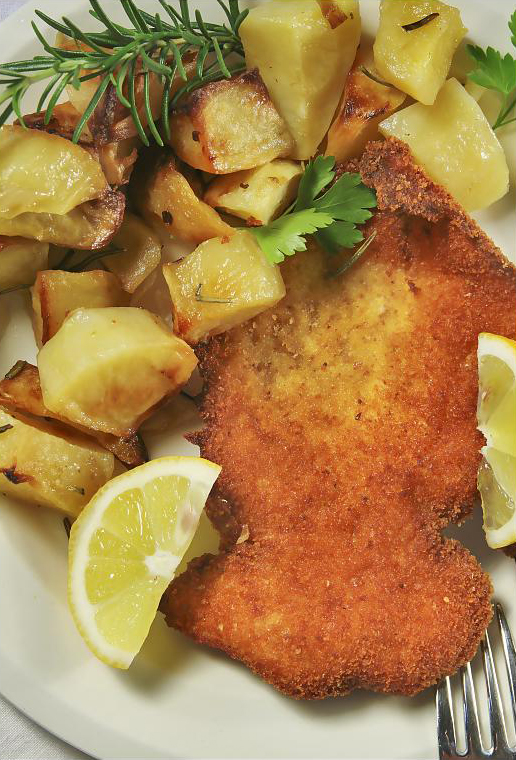
감자와 함께 나오는 코톨레타

코톨레타 (Cotoletta, 이탈리아어: costoletta)는 이탈리아 요리로서 등뼈에 붙은 고기를 기름에 지져서 만드는 요리이다. 이름의 뜻은 작은 등뼈(립)이다.
Cotoletta alla milanese는 밀라노식 요리법을 말하며 튀긴 것으로 뼈 있는 송아지어깨살(Bone-In)을 사용하며 버터로 튀기고 우유를 먹인 송아지만을 사용하는 것이 전통 방식이다.
Cotoletta a orecchio di elefante ("코끼리 귀 커틀릿")은 또다른 밀라노 식 코톨레타로서 더 고기를 크게 쓰고 뼈를 없에 튀기기 전에 부드러운 육질을 유지하는 것을 말한다. 주로 돼지 안심을 사용하는데 조리가 쉽고 빠르기 때문이다. 육질이 얇아 조금만 조리해도 튀긴 것 같은 느낌이 난다.
Cotoletta alla palermitana는 시칠리아 섬의 팔레르모에서 유래한 것으로 올리브유나 비계로 송아지 살을 솔질해서 만든다. 그릴로 굽되, 기름에 많이 튀기는 것을 피한다. 오레가노나 파르메산 치즈를 넣고 조리하며 그릴 위에 레몬잎을 올려넣고 구워 시칠리아식 요리의 향이 많이 나는 편이다.